# ASB Classic
ASB Classic är en tennisturnering som spelas årligen i Auckland på Nya Zeeland, sedan 1986. Den ingår i kategorin International på WTA-touren och spelas utomhus på hardcourt.

## Resultat

### Singel
| År   | Mästare                 | Finalist                | Resultat         |
| 2009 | Jelena Dementieva       | Jelena Vesnina          | 6-4, 6-1         |
| 2008 | Lindsay Davenport       | Aravane Rezaï           | 6–2, 6–2         |
| 2007 | Jelena Janković         | Vera Zvonareva          | 7–6(9), 5–7, 6–3 |
| 2006 | Marion Bartoli          | Vera Zvonareva          | 6–2, 6–2         |
| 2005 | Katarina Srebotnik      | Shinobu Asagoe          | 5–7, 7–5, 6–4    |
| 2004 | Eleni Daniilidou        | Ashley Harkleroad       | 6–3, 6–2         |
| 2003 | Eleni Daniilidou        | Cho Yoon-jeong          | 6–4, 4–6, 7–6(2) |
| 2002 | Anna Smashnova          | Tatiana Panova          | 6–2, 6–2         |
| 2001 | Meilen Tu               | Paola Suárez            | 7–6(8), 6–2      |
| 2000 | Anne Kremer             | Cara Black              | 6–4, 6–4         |
| 1999 | Julie Halard-Decugis    | Dominique van Roost     | 6–4, 6–1         |
| 1998 | Dominique van Roost     | Silvia Farina Elia      | 4–6, 7–6, 7–5    |
| 1997 | Marion Maruska          | Judith Wiesner          | 6–3, 6–1         |
| 1996 | Sandra Cacic            | Barbara Paulus          | 6–3, 1–6, 6–4    |
| 1995 | Nicole Bradkte          | Ginger Helgeson Nielsen | 3–6, 6–2, 6–1    |
| 1994 | Ginger Helgeson Nielsen | Inés Gorrochategui      | 7–6(4), 6–3      |
| 1993 | Elna Reinach            | Caroline Kuhlman        | 6–0, 6–0         |
| 1992 | Robin White             | Andrea Strnadová        | 2–6, 6–4, 6–3    |
| 1991 | Eva Sviglerová          | Andrea Strnadová        | 6–2, 0–6, 6–1    |
| 1990 | Leila Meskhi            | Sabine Appelmans        | 6–1, 6–0         |
| 1989 | Patty Fendick           | Belinda Cordwell        | 6–2, 6–0         |
| 1988 | Patty Fendick           | Sara Gomer              | 6–3, 7–6         |
| 1987 | Gretchen Magers         | Terry Phelps            | 6–2, 6–3         |
| 1986 | Anne Hobbs              | Louise Field            | 6–3, 6–1         |